# Rathaus Coschütz

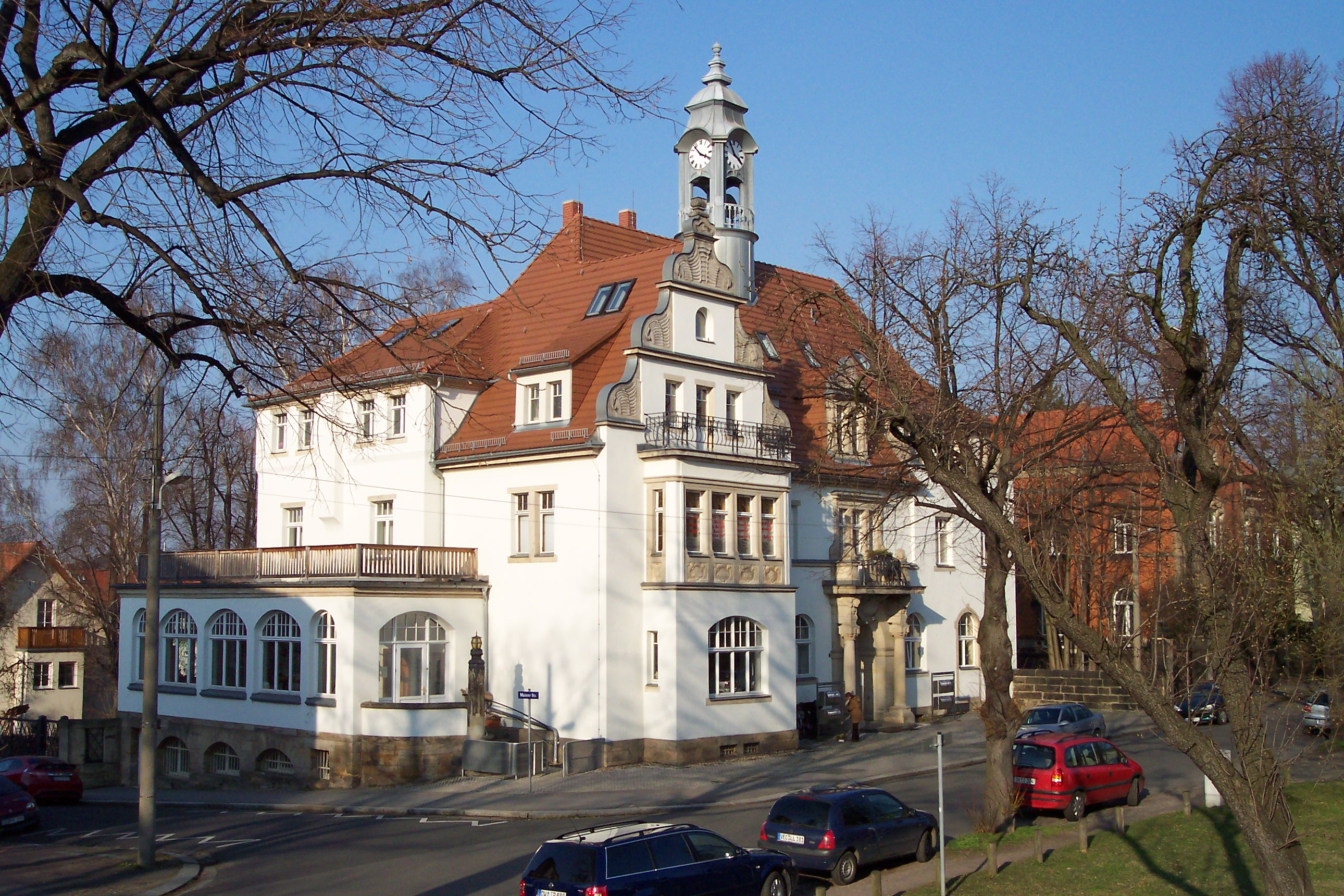
Ehemaliges Coschützer Rathaus (2008)

Das Rathaus Coschütz bestand von 1903 bis 1921 als Gemeindeamt der selbständigen Gemeinde Coschütz im Süden von Dresden. Das von dem Architekten Richard Schleinitz entworfene Gebäude an der damaligen Körnerstraße (Adresse heute: Windbergstraße 22) wurde 1902–1903 erbaut. Nach der Eingemeindung von Coschütz nach Dresden im Jahr 1921 wurde es zunächst durch Verwaltungsstellen, später als Außenstelle der Poliklinik Süd genutzt. Seit der Sanierung in den 1990er Jahren ist es ein Ärztehaus mit einer privaten Kindertagesstätte, einem Studentenverein und zwei Wohnungen im Dachgeschoss. Das Haus gehört einem privaten Eigentümer.

## Geschichte

### Allgemeines
Coschütz wurde 1284 erstmals erwähnt, die älteste erhaltene Bebauung geht auf die Mitte des 19. Jahrhunderts zurück. Ebenfalls zu dieser Zeit entstand im Plauenschen Grund der Ortsteil Neu-Coschütz mit einem starken Bevölkerungswachstum; er wurde jedoch 1896 nach Potschappel umgemeindet. Gleichwohl setzte ab 1889 das Bevölkerungswachstum im verbliebenen Teil von Coschütz vor allem durch Neubauten an der Karlsruher Straße ein. 
Coschütz führte 1839 auf der Grundlage der Sächsischen Landgemeindeordnung von 1838 erstmals Gemeindevorsteher und Gemeindeausschüsse, also eine eigene Gemeindeverwaltung ein. Diese war zunächst, wie damals üblich, vor allem in den Räumen des jeweiligen Gemeindevorstands untergebracht (zuletzt in zwei Zimmern des Hauses des ehemaligen Gemeindevorstands Schönberg), die Gemeinderatsversammlungen fanden seit 1890 in einem Gasthof statt. Die wachsende Einwohnerzahl erforderte aber eine dauerhafte bauliche Lösung für die Verwaltung der Gemeinde, wobei es intensive öffentliche Diskussionen um den Bau eines eigenen Rathauses oder die Anmietung von Räumen in einem Privathaus gab; die Gegner argumentierten, dass ein Neubau für das damals etwa 2.500 Einwohner zählende Coschütz nicht angemessen sei.

### Planung und Bau
Unter Gemeindevorstand Espig wurde schließlich 1901 der Bau eines eigenständigen Gemeindeamts beschlossen und nach längeren Verhandlungen am 30. Januar 1902 ein Grundstück von Gutsbesitzer Körner für 10.300 Mark angekauft. Für den Entwurf wurde ein Architektenwettbewerb unter den Mitgliedern des Dresdner Architektenvereins ausgeschrieben, man fasste Baukosten in Höhe von etwa 45.000 bis 50.000 Mark ins Auge. Wenig später wurde die Ergänzung durch einen „Ratskeller“ beschlossen und nach Genehmigung durch die Aufsichtsbehörde ein Darlehen von 80.000 Mark aufgenommen.
In den Ostertagen des Jahres 1902 fand eine öffentliche Ausstellung der eingegangenen 14 Entwürfe statt. Sieger wurde der Entwurf von Theodor Lehnert und Georg Heinsius von Mayenburg, den 2. Preis erhielt der von Richard Schleinitz, den 3. der Entwurf von Clemens Türke. Beschlossen wurde, alle drei Entwürfe zu einem zusammenzufassen und den endgültigen Entwurf von Richard Schleinitz ausarbeiten zu lassen. 
Am 19. Juni 1902 wurden die Pläne zur Genehmigung eingereicht, am 3. Juli erfolgten die Ausschreibungen und am 21. August 1902 begannen die Bauarbeiten. Bauleiter war der Architekt Schleinitz, Erd-, Maurer- und Zimmererarbeiten übernahm das Baugeschäft Max Seiffert in Coschütz, die Schlosserarbeiten die Werkstatt Kühnscher & Söhne. Richtfest war am 4. März 1903, die Einweihung am 13. September 1903. Verzögerungen ergaben sich durch Ergänzungsplanungen für den Ratskeller, tiefere Gründungen sowie eine modernere technische Ausstattung als ursprünglich geplant (u. a. Zentralheizung, elektrische Beleuchtung, Uhr mit Uhrenturm). Die Baukosten beliefen sich schließlich auf ca. 125.000 Mark (2023 etwa 1.000.000 Euro) und damit über 50 % mehr, als ursprünglich veranschlagt.

### Nutzungsgeschichte

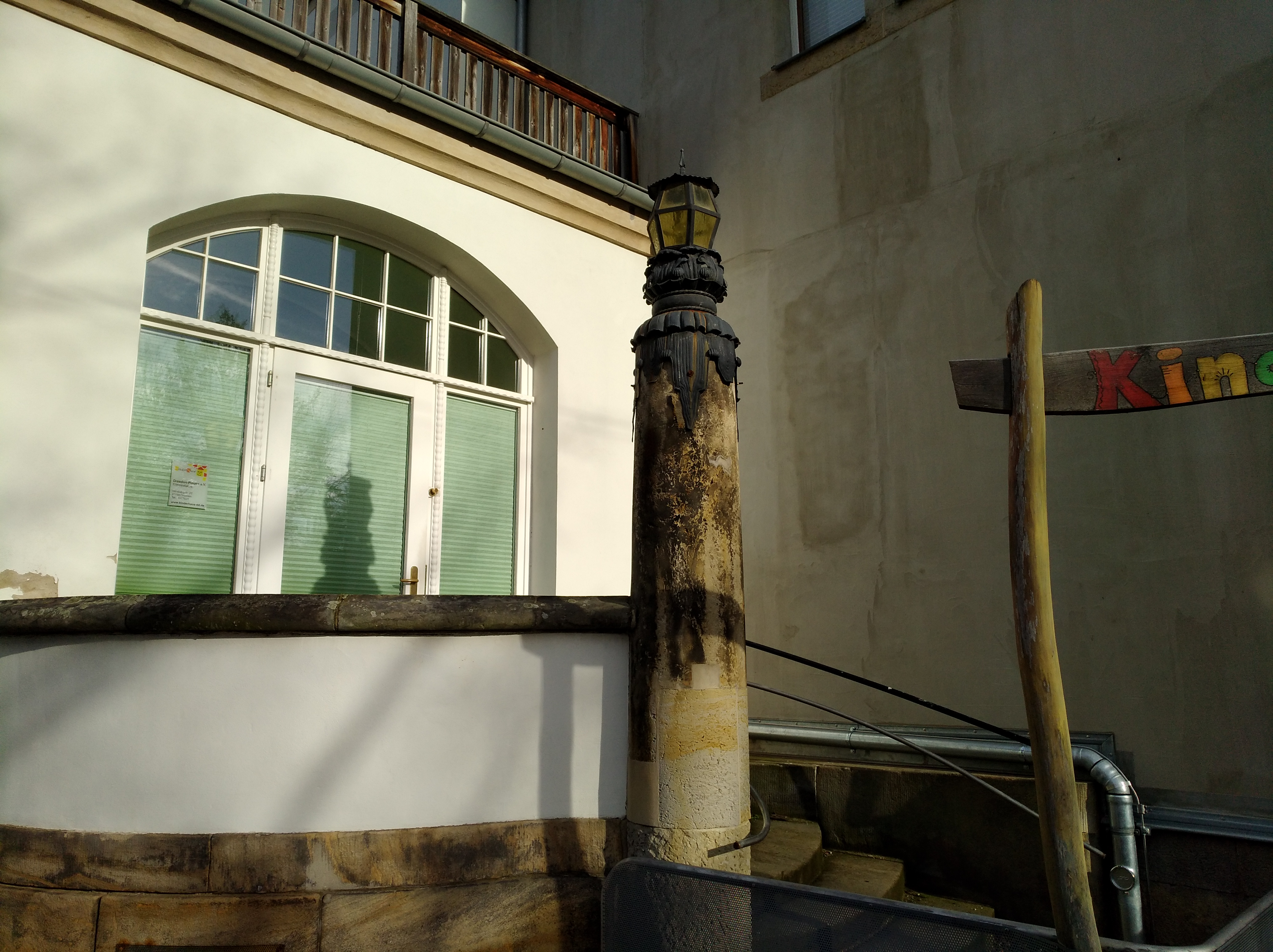
Sandsteinstele am ehemaligen Eingang zum Ratskeller (2018)

Im Erdgeschoss waren 1903 die Wache und der Ratskeller untergebracht, zu dem ein Tanzsaal (später als „Demos“ bekannt geworden), ein Billardzimmer und zwei Vereinsräume gehörten. Im ersten Obergeschoss befanden sich Sitzungssaal, Spar- und Gemeindekasseräume sowie die Dienstwohnung des Gemeindevorstehers, im zweiten Obergeschoss zwei weitere Wohnungen. Im Hintergebäude befanden sich die Freibank und das Spritzenhaus.
Im Jahr 1921 wurde Coschütz nach Dresden eingemeindet, im Gebäude waren noch etliche Jahre städtische Verwaltungsstellen untergebracht. Auch der Ratskeller blieb bis 1949 erhalten – zwischen 1936 und 1949 wurde dieser von Max Rahm bewirtschaftet, dem Entdecker des heutigen Kletterpfades „Rahm-Hanke“ unterhalb des Basteifelsens. Die Verwaltungsstellen wurden in den 1950er Jahren zu Praxen umgebaut und bis 1990 als Zweigstelle der Poliklinik Süd genutzt. Im 1949 geschlossenen Ratskeller öffnete 1955 ein Klub der Volkssolidarität, der noch bis nach 1990 bestand.

## Gebäude

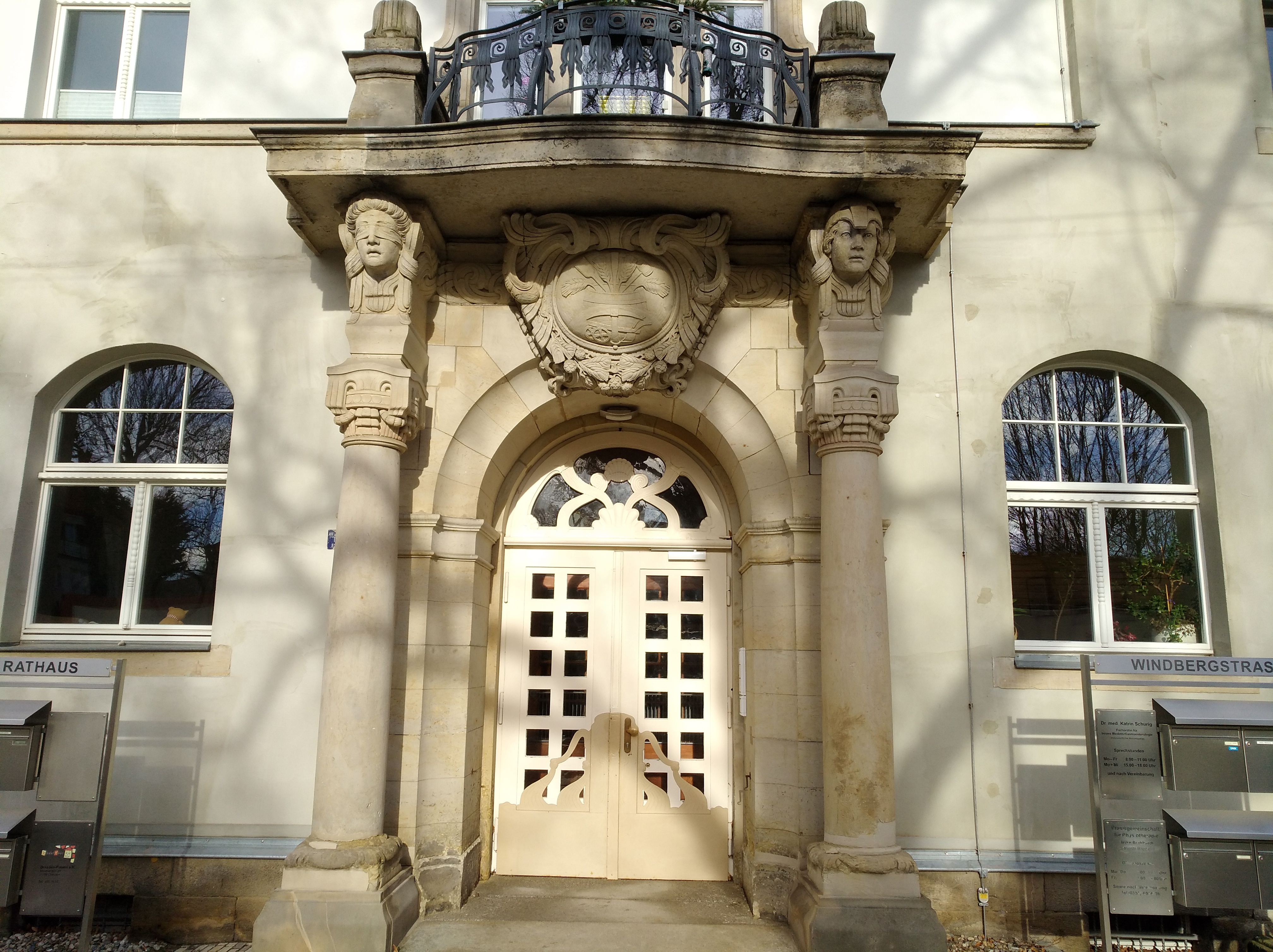
Eingangsportal des ehem. Rathauses Coschütz

Richard Schleinitz errichtete das Gebäude im Stil der niederdeutschen Renaissance, Vorbilder waren Rathäuser der norddeutschen und holländischen Kaufmannsstädte, worauf Volutengiebel und eine unregelmäßige Verteilung der Baumassen hinweisen. Die asymmetrische Straßenfassade enthält in der Mittelachse einen Balkonvorbau aus Sandstein, unter dem sich das Hauptportal mit dem 1902 eingeführten Gemeindewappen mit den früher wichtigsten Wirtschaftszweigen Landwirtschaft, Brauwesen und Steinbruchbetrieb befindet. An den Balkonkonsolen befinden sich allegorische Darstellungen von Justitia (Gerechtigkeit, links, mit Augenbinde) und Fortitudo (Tapferkeit, rechts, mit Helm). In der Traufe dieser Achse befindet sich eine Sandsteingaube, darüber der reich gegliederte und geschmückte Uhr- und Glockenturm.
Den linken Teil der Straßenansicht bildet ein Risalit mit Volutengiebel, vor dem sich im Erdgeschoss und dem 1. Obergeschoss ein Vorbau befindet, die mit Sandsteingewänden und mit Brüstungsreliefs versehenen Fenster des 1. Obergeschosses erinnern an eine Ratslaube. An der Westseite befindet sich der eingeschossige Vorbau des Ratskellers, die zweiflügelige Rückseite des Gebäudes wird durch das angebaute Treppenhaus mit oktogonalem Grundriss beherrscht.
Das Gebäude hat einen Sandsteinsockel, die Fassaden waren und sind glatt verputzt, das Dach mit naturroten Biberschwanzziegeln gedeckt. Bemerkenswert ist eine Fülle an Details aus dem Jugendstil (Balkongitter, Eingangstür), der besonders den „Ratskeller“ dominierte. Um den „Kellercharakter“ herzustellen, wurde die Decke gewölbt und mit zahlreichen Bildnissen versehen. Prunkstück war der nach 1945 verlorengegangene Kronleuchter mit zahlreichen allegorischen Darstellungen. Von der künstlerisch bemerkenswerten Innenausstattung des Lokals sind heute nur wenige Reste erhalten.
Da das Gebäude unter Denkmalschutz steht, erfolgte die Sanierung unter strengen Auflagen. Der private Gebäudeeigentümer erfüllte nicht nur diese Auflagen, sondern stellte darüber hinaus zahlreiche künstlerische Details im Inneren wieder her.